# В механата
„В механата“ е стихотворение на Христо Ботев. Написано е в Букурещ през зимата на 1872-73 година и отпечатано за първи път в 52 брой на вестник „Независимост“ от 15.09.1873 г.